# Ermengarde de Berg
Ermengarde de Berg († 1248–9), comtesse de Berg, fille d'Adolphe III de Berg, comte de Berg et de Berthe de Sayn.
En 1218, Adolphe III de Berg meurt à Damiette sans héritier mâle. Son frère Engelbert II, archevêque de Cologne, revendique alors le comté. Grâce à de bonnes relations avec l'empereur Frédéric II il obtient gain de cause. Ce n'est qu'en 1226, quand Engelbert est assassiné, qu'Ermengarde et son époux Henri IV de Limbourg récupèrent le comté.

## Mariage et enfants
En 1218, Ermengarde épouse Henri IV de Limbourg. Ils eurent pour enfants :
- Adolphe IV (° 1220 † 1259), comte de Berg ;
- Waléran IV († 1279), duc de Limbourg.

## Sources
- (en) Cet article est partiellement ou en totalité issu de l’article de Wikipédia en anglais intitulé « Irmgard of Berg » (voir la liste des auteurs).